# Sältjärnen (Älvdalens socken, Dalarna, 677913-139934)
Sältjärnen är en sjö i Älvdalens kommun i Dalarna och ingår i Dalälvens huvudavrinningsområde.